# Rhipsalis teres f. capilliformis
A Rhipsalis teres f. capilliformis a kaktuszfélék családjába tartozik, és az alapfajra (Rhipsalis baccifera) leginkább emlékeztető formája.

## Jellemzői
Karcsú és gyenge hajtásrendszerű csüngő epifita, a fő hajtásai nagyon megnyúltak, a másodlagos ágai azonban rövidek. Számos virága az ágakon laterálisan jelenik meg, krémszínűek, 5–6 mm átmérőjűek, a Rhipsalis baccifera fajtól eltérően posztanthézis után a külső szirmok mély sárgává válnak. Szirma mindössze 5 darab van virágonként. Termése kopasz, gömbölyded, fehér vagy rózsaszínes, 4–5 mm átmérőjű bogyó.

## Elterjedése
Elterjedése nem ismert. Kultúrában gyakran tartott.